# オルデンブルク福音ルター派教会
オルデンブルク福音ルター派教会 （オルデンブルクふくいんルターはきょうかい、ドイツ語: Evangelisch-Lutherische Kirche in Oldenburg）はドイツ福音主義教会 (EKD)に加盟する20の福音主義州教会の一つである。他の州教会と同様に、オルデンブルク福音ルター派教会も公法上の社団である。この州教会本部はニーダーザクセン州オルデンブルクに置かれている。
オルデンブルク福音ルター派教会は ドイツ福音主義教会 (EKD)に属するルター派教会であり、ルター派世界連盟 (LWB)と世界教会協議会 (WCC)にも加盟している。ただし、ドイツ国内のルター派州教会組織であるドイツ合同福音ルター派教会 (VELKD)には加盟せずに、客員として参加している。地域レベルではニーダーザクセン州福音主義教会連合に加盟している。
オルデンブルク福音ルター派教会は110の教会共同体を有し、390,072人の教会員がいる（2020年12月現在）。この州教会の首座教会として、監督 が通常の説教をおこなうのはオルデンブルク・ランベルティ教会である。
オルデンブルク福音ルター派教会はオルデンブルク市内に福音主義アカデミーと呼ばれる施設を運営し、アマーラント郡ラシュテーデには教会立 成人教育センターを置いている。州教会所属牧師の研修をおこなう場として、ハノーファー福音ルター派州教会と共にロックム福音主義アカデミーも利用している。

## 州教会管轄地域

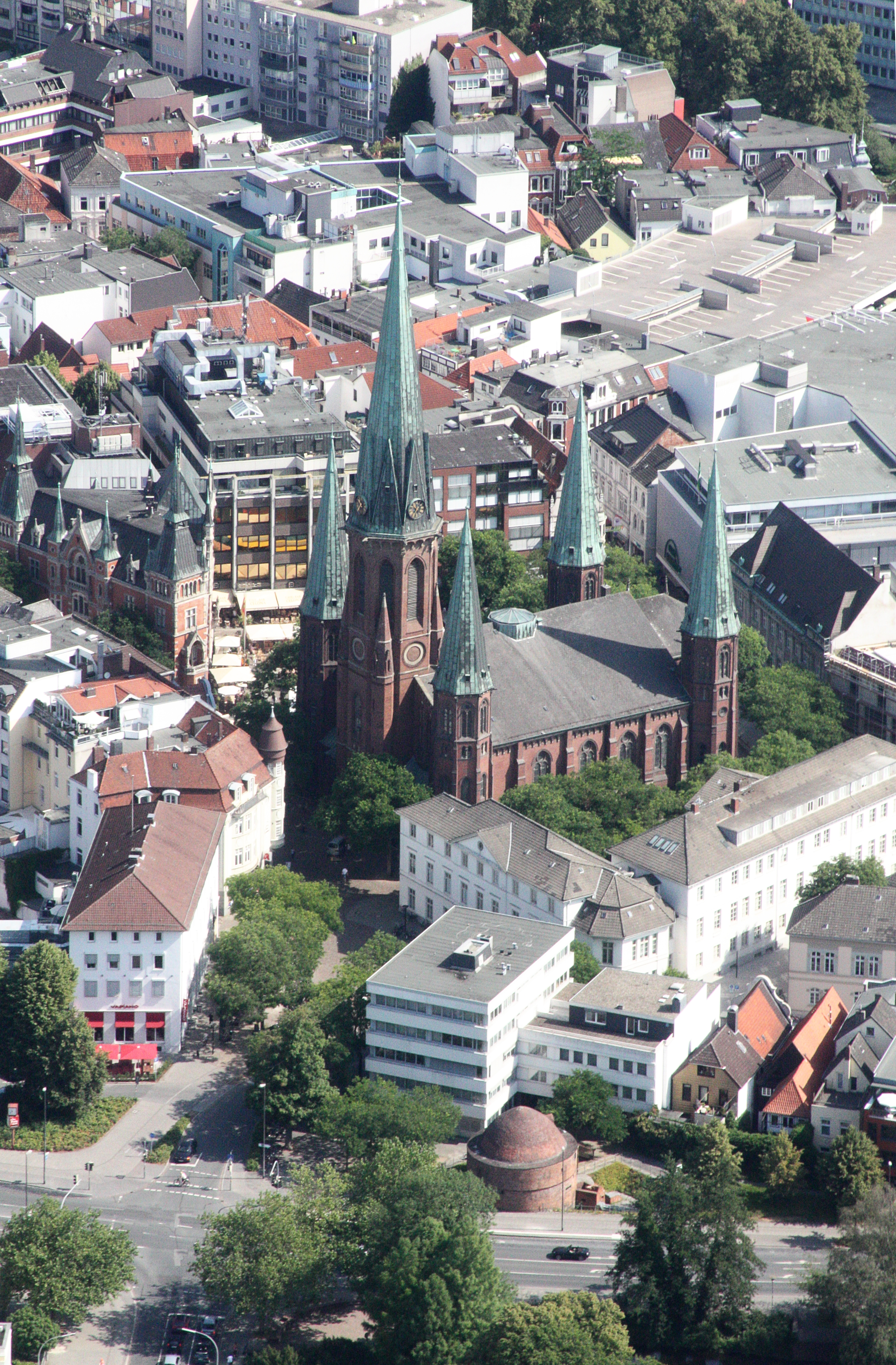
ランベルティ教会
（オルデンブルク）

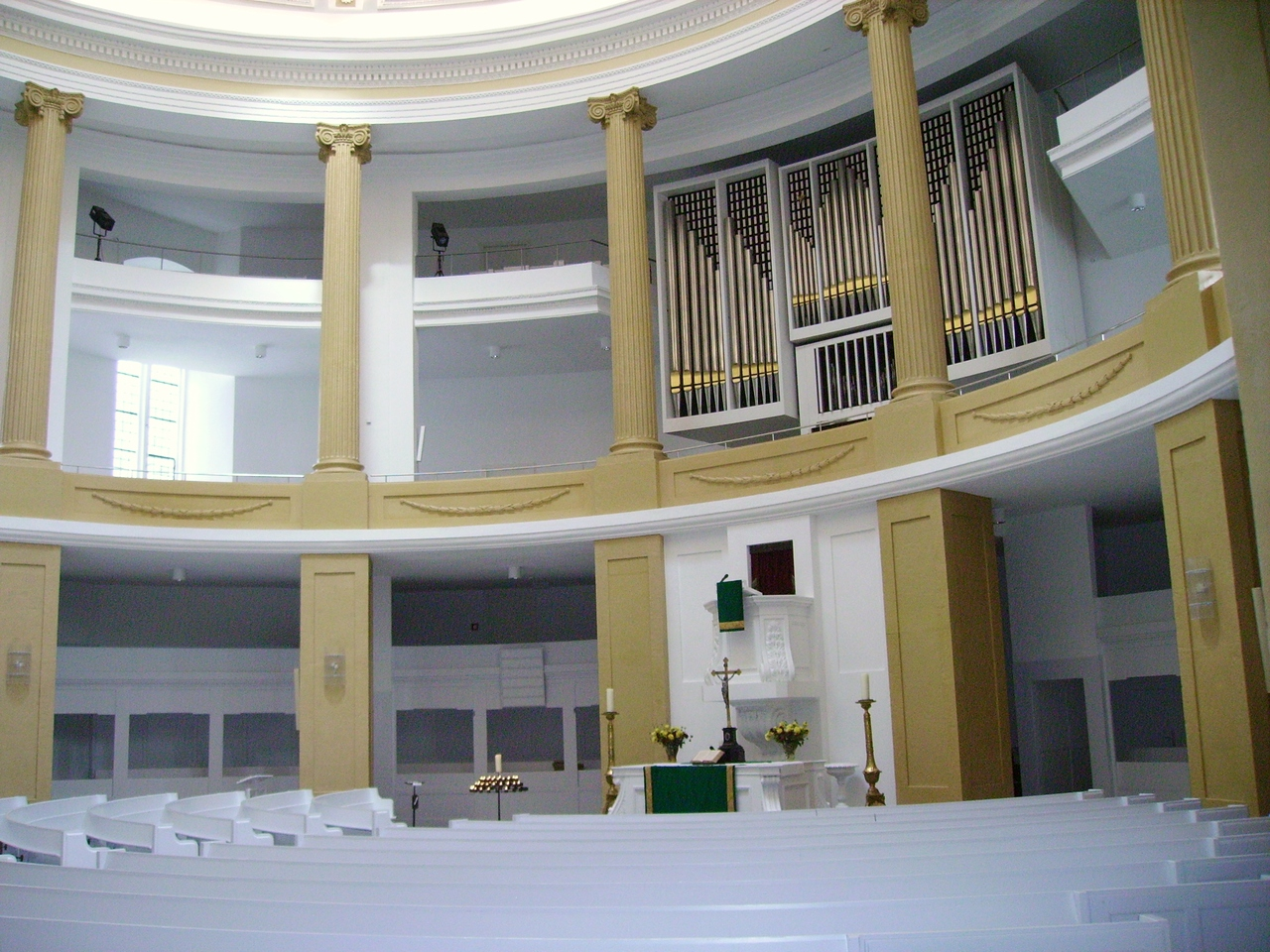
ランベルティ教会
礼拝堂内部

オルデンブルク福音ルター派教会は領邦オルデンブルクの主要部分から構成される。1918年のドイツ革命によるオルデンブルク大公国の解体により、オルデンブルク自由州が成立した。当初はオルデンブルク自由州に属していたビルケンフェルト地区とリューベック地区は1937年になってプロイセン自由州に移された。1946年11月23日には、ブラウンシュヴァイク自由州（ソ連占領下にあり、ザクセン＝アンハルト州に統合された東部のブランケンブルク郡とカルフェルデの飛び地およびヘルムシュテット郡を除く）、ハノーファー州（ソ連占領下のエルベ川右岸を除く）およびシャウムブルク＝リッペ州とともに、オルデンブルク自由州がニーダーザクセン州に統合された。なお、この地域でおこなわれた上記の州や郡の境界変更はオルデンブルク福音ルター派教会の管轄地域には影響を及ぼさなかった。
今日のオルデンブルク州教会はオルデンブルク (Oldenburg)、デルメンホルスト (Delmenhorst)、ヴィルヘルムスハーフェン (Wilhelmshaven)の独立市、アマーラント郡、オルデンブルク郡 、クロッペンブルク郡、フェヒタ郡、ヴェーザーマルシュ郡などによって形成されている。
以下の教会共同体はオルデンブルク州教会ではなく、ハノーファー福音ルター派州教会に属している。
- レーア郡オストルハウダーフェーンにあるイーダフェーン教会共同体はハノーファー福音ルター派州教会に属している。
- クックスハーフェン郡ロクスシュテットにある教会共同体はハノーファー福音ルター派州教会に属している。
- ディープホルツ郡シュトゥールにある教会共同体はハノーファー福音ルター派州教会に属している。

## 歴史

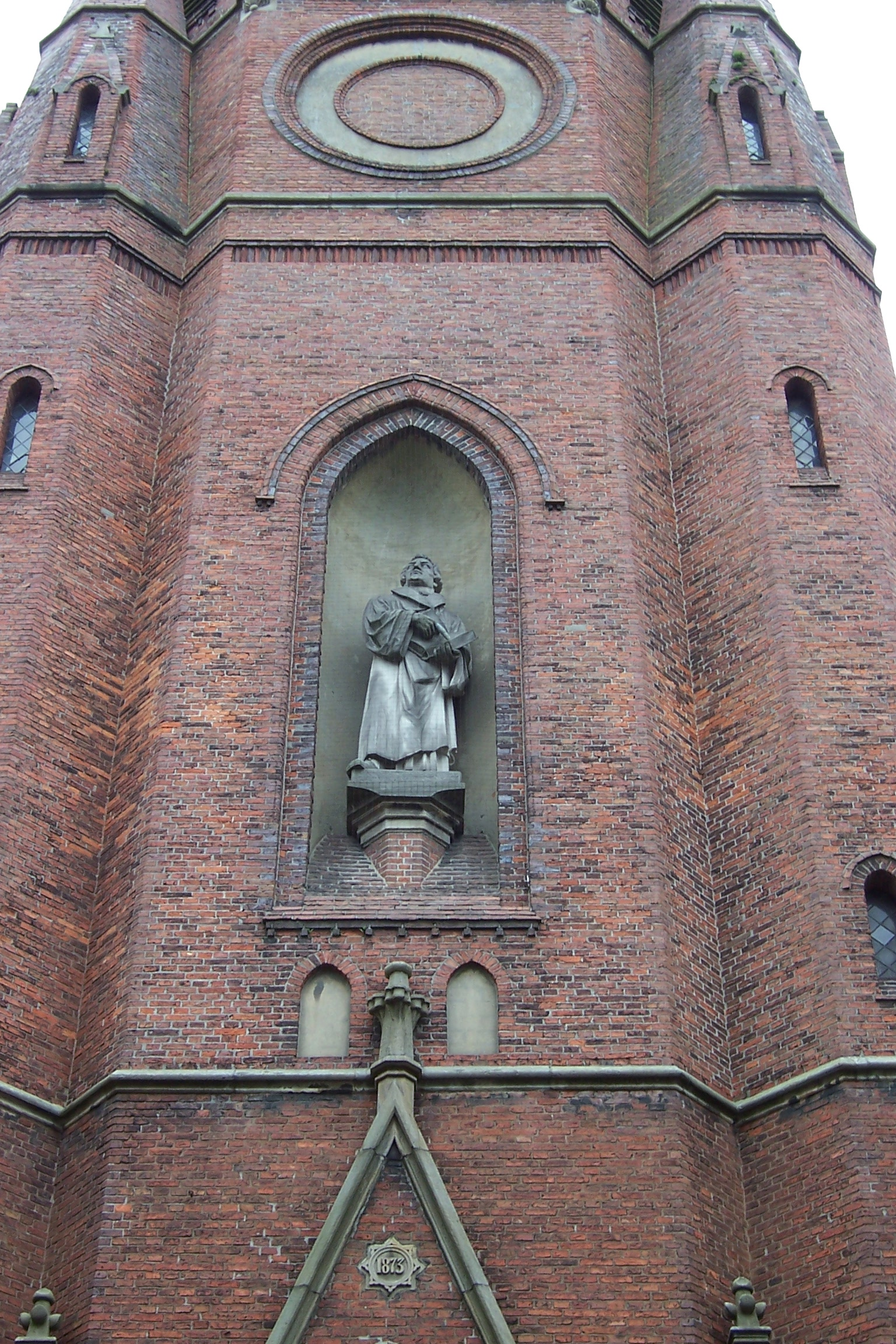
ランベルティ教会
ネオゴシック様式西塔
マルティン・ルター像

オルデンブルク福音ルター派教会はオルデンブルク邦の歴史と分かち難く結びついている。オルデンブルク伯領の地域において、宗教改革は1527年ごろから試みられていた。ルター派宗教改革はこの領邦に何度も導入されようとしたが、合法的なものにはならなかった。1573年、最初の教会規則がヘルマン・ハーメルマンによって導入されたことで、情勢が変わった。領邦教会の運営のために宗務局が設立され、各地の教会共同体を監督するために巡察がおこなわれた。1590年、マルティン・ルターの『小教理問答』が低地ドイツ語で出版された。
オルデンブルク伯領にルター主義を導入したアントン1世の孫にあたるアントン・ギュンターが、1603年にオルデンブルク伯位を引き継いだが、1667年に後継の男子を設けることなく没したため、伯爵家は断絶してしまった。それ以降の1667年から1773年まで、この地域は同族のデンマーク王国に統治された。その後、オルデンブルク伯領およびデルメンホルスト伯領は協定を結んで、16世紀初頭以来、オイティン城を中心に統治されていたリューベック司教領を領有した。1774年、伯爵位は公爵に昇格した。1803年の帝国代表者会議主要決議により、リューベック司教領は世俗化された。1810年から1814年まで、オルデンブルクはフランス帝国の一部として統治された。ナポレオン没落後のウィーン会議に際して、ロシア皇帝アレクサンドル1世にオルデンブルク公ペーター1世は協力し、これに報いるためとしてリューベック司教領だったオイティン、飛び地になるラインラント地方のビルケンフェルトが与えられた。オルデンブルク公国の領邦教会は常にオルデンブルク公、1829年以降はオルデンブルク大公によって統治された (summus episcopus)。
第一次世界大戦後、ドイツ革命によってドイツ各地の君主制が崩壊した。そのため、領邦君主による教会統治も終了した。オルデンブルク大公国も終焉しオルデンブルク自由州が成立した。オルデンブルク自由州はビルケンフェルト地区とリューベック地区も含める形でスタートした。1937年にプロイセン自由州ハノーファー県からヴィルヘルムスハーフェンを編入するのと引き換えにビルケンフェルト地区とリューベック地区はプロイセン自由州に移された。州教会に関しては、第一次世界大戦後にオルデンブルク福音ルター派教会とオイティン福音ルター派州教会、ラインラント福音主義教会ビルケンフェルト教会地区（2010年以降オーベレ・ナーエ教会地区）に分かれた。
1920年、オルデンブルク自由州に設立されたオルデンブルク福音ルター派教会は新たな教会規則を制定した。その後、州教会トップとして最高評議会議長が選出された。1934年にこの職は州教会監督と呼ばれるようになった。1971年、この州にある州教会の連携組織であるニーダーザクセン州福音主義教会連合が設立された。この組織において、ニーダーザクセン州にある州教会統合に関する議論が、機会があるたびにおこなわれている。
ドイツ福音主義教会 (EKD)に加盟している他の州教会と同様に、オルデンブルク福音ルター派教会において、女性も牧師に任職される。同性愛者カップルの結婚に際して、教会の礼拝において祝福することを可能にしている。2018年11月、オルデンブルク州教会総会は同性愛者カップルによる教会内結婚式を可能にする決定を下した。以前、教会が同性愛者を侮辱した上で、結婚式を拒んだことに関して、州教会監督トーマス・アドマイトは正式に謝罪した。

## 州教会運営
オルデンブルク福音ルター派教会の運営は監督、州教会総会、州教会最高評議会、教会委員会によっておこなわれる。

### 監督
オルデンブルク州教会のトップである監督（1934年までは教会最高評議会議長、1640年から1853年まで総地区長）は州教会総会で選出される。監督は教会規則に基づいて、州教会の第1牧師として宣教と牧会をおこなっている。監督はオルデンブルクに駐在している。監督が通常の説教をおこなうのはオルデンブルクにある聖ランベルティ教会である。他の福音主義州教会とは違って、オルデンブルク福音ルター派教会の監督在任期間に制限は設けられていない。68歳になるとオルデンブルク州教会監督は大抵の場合、引退している。

### オルデンブルク福音ルター派教会の歴代監督
- 1954–1967: ゲルハルト・ヤコービ、監督
- 1967–1985: ハンス＝ハインリヒ・ハルムス、監督
- 1985–1998: ヴィルヘルム・ジーヴァス、監督
- 1998–2008: ペター・クルーク、監督
- 2008年 – 2017年11月（辞任）: ヤン・ヤンセン、監督
- 2017年11月 – 2018年1月: ヤン・ヤンセン、監督事務局長
- 2018年2月–2018年9月: トーマス・アドマイト、監督事務局長[10]、最高教会評議会員兼任[11]
- 2018年9月–0000:トーマス・アドマイト、監督[12]

### 州教会総会 Synode
州教会総会はオルデンブルク福音ルター派教会の最高執行機関である。教会共同体のために、州教会総会は教会生活に関する問題を論じ、教会規則を制定する。60人の総会代議員は通例、教会地区総会から選ばれる。一部の総会議員は州教会最高評議会によって任命され就任している。2023年現在、州教会総会を運営する議長はザビーネ・ブリュートヘンである。州教会総会は普通、年に2回開催されている。総会閉会時、合同教会委員会が総会に代わって重要な決定をおこなう。合同教会委員会の代表は監督であり、副代表は総会議長である。さらに、州教会総会代議員や州教会最高評議会のメンバーが合同教会委員会の運営に加わっている。

### 州教会最高評議会

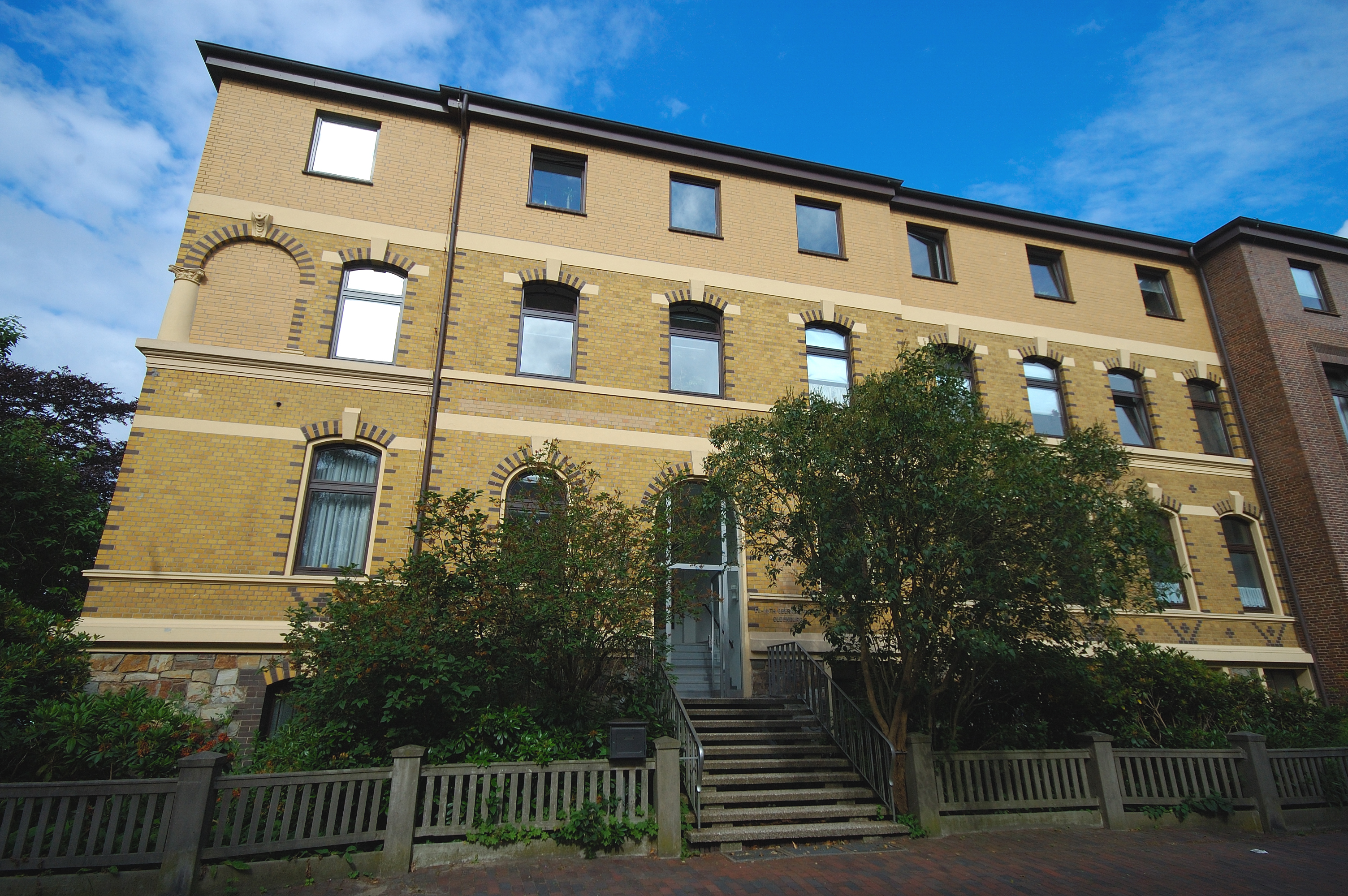
州教会最高評議会の入る建物（2006年）

#### 州教会最高評議会の働き
州教会最高評議会は様々な課題、懸案事項に取り組むことによって、教会運営をおこなう。最高評議会のトップの監督と、複数の最高評議会員によって最高評議会は運営される。2007年10月31日まで、3人の最高評議会のメンバーで運営されていたが、ディトマー・ポールマンの引退後、第46会期総会は最高評議会メンバー削減を決定した。それ以降、最高評議会は監督と2人の聖職者メンバーと法務担当メンバーによって構成されている。監督と同様に最高評議会メンバーも州教会総会から選出される。加えて、州教会総会は前回改選時において最高評議会特別規定を準用し、10年の任期を有する上に再選も認められる聖職者メンバーを選んだ。法務担当メンバーは監督と同じく終身任期である。
州教会最高評議会メンバーはあらゆる法的問題に関して、オルデンブルク福音ルター派教会を代行する。その際、州教会最高評議会議長として監督は対処する。教会運営問題において監督、最高評議会の法務担当者のみが法的問題に関する対外向け文書と委任状に署名し、押し印をする。さらに、監督と最高評議会の法務担当が教会職員と牧師の職務規定文書にも署名し、押し印する。神学問題が生じた場合、牧師代表としての監督が最高評議会を代表して担当する。
州教会最高評議会のメンバーは州教会のメンバーと共に州教会最高評議会ビルで働いている。州教会最高評議会は第1部局（教会共同体と牧会）、第2部局（法務と運営部門）、第3部局（教育と社会奉仕部門）という形で職務を担っている。

#### 最高評議会構成員
2023年3月現在、以下のメンバーによって最高評議会は運営されている。
- トーマス・アドマイト監督[18]
- グドルン ・マヴィック[19]
- デトレフ・ムックス＝ビュッカー

#### 最高評議会員の任期
現在、最高評議会構成員の任期に関して異なった扱いがおこなわれている。監督と法務担当の最高評議会員は終身任期になっている。残りの2人の聖職者最高評議会員は10年任期で任職されている。この任期規定は例外的事項と考えられるが、2001年以降、聖職者最高評議会員に関して10年という有期任期が継続していた。
監督辞任時、監督の最高評議会員任期を有期に変更するように、当時のヤン・ヤンセン監督は提起した。その後の第48会期総会は2023年5月に開催される予定の第49会期総会まで、最高評議会員の任期に関する規則改正を検討するように最高評議会に委任した。規則改正を将来的な問題にすることで、後任のトーマス・アドマイト監督改選時においては有期任期の導入は見送られた。

## 州教会運営組織
オルデンブルク福音ルター派教会の運営組織はヒエラルキー構造になっている。
- 教会員居住地域に、教会共同体 (Kirchengemeinde)が存在する。教会共同体は公法上の社団でもある。教会共同体運営のために、信徒役員と牧師によって構成される教会共同体役員会が設置される。信徒役員は教会員の投票によって選出される。
- 複数の教会共同体が集まって教会地区 (Kirchenkreis)を形成する。これは行政組織における郡に相当し、教会地区の最高責任者は地区長牧師 (Kreispfarrer)である。教会共同体と同様に、教会地区も法的には公法上の社団である。教会地区において地区総会が開催され、教会地区評議会が置かれる。教会地区総会議員は常に教会共同体役員会メンバーから選出される。
- 地域にある110の教会共同体によって、6つの教会地区が形成され、オルデンブルク福音ルター派教会が運営される。なお、この州教会には教会共同体と教会地区以外の運営組織は置かれていない。

### 教会地区 Kirchenkreise
以前のオルデンブルク福音ルター派教会には統合されたブラケ、エルスフレート、ガンダーケセ、ヴィルデスハウゼン等の教会地区を含めて14の教会地区があった。2007年以降、教会地区は組織統合によって、6つに減少している。
- アマーランド教会地区
- デルメンホルスト / オルデンブルク郡教会地区
- フリースラント郡 / ヴィルヘルムスハーフェン教会地区
- オルデンブルク・ミュンスターラント教会地区（クロッペンブルク郡、フェヒタ郡）
- オルデンブルク市区教会地区
- ヴェーザーマルシュ郡教会地区

これらの教会地区に教会地区事務所が置かれ、運営されている。

### 教会共同体 Kirchengemeinden
110ある個々の教会共同体において、規模と構造に関して、大きな違いがある。フェヒタ郡にあるウルフェナウ教会共同体の教会員は139人であり、オルデンブルク市区教会地区にあるオスタンブルク教会共同体は2万4110人の教会員を擁する。教会運営を円滑におこなうために、教会共同体は適切な場所に事務所を設置している。

## オルデンブルク福音ルター派教会礼拝式文
礼拝の概念はギリシャ語の"λατρεία"（ラトリア）に由来し、神による奉仕が語源になる。 福音主義教会の礼拝はローマ・カトリック教会のミサとは異なる強調点を持つ。
ニーダーザクセン州にあるオルデンブルク福音ルター派教会 、ハノーファー福音ルター派州教会 、 ブラウンシュヴァイク福音ルター派州教会は隣接州にあるブレーメン福音主義教会と讃美歌集を共同編集し発行している。その讃美歌集には主に2つの基本礼拝式文が収録されている。
第1基本式文は 聖餐式を含む伝統的なミサ様式を踏襲しており、第2基本式文は説教礼拝とも呼ばれる式文に聖餐式文を加えた形式になっている。前者はルター派、後者は改革派教会礼拝式文に近いが、ニーダーザクセン州、ブレーメン州にある福音主義教会共同体において、礼拝式文の選択は個別の教会共同体に任されているため、ルター派教会共同体においても第2基本式文を用いて礼拝をおこなうこともある。

### オルデンブルク福音ルター派教会聖餐礼拝第1基本式文
【A 礼拝開始と祈り】
- 鐘楼で鐘を鳴らす
- オルガン前奏
- 礼拝開始のことば
- 礼拝開始の讃美歌
- 詩編朗読
- グロリア・パトリ(栄唱) 
父と子と聖霊に栄光あれ、はじめも今も後も、とこしえに。アーメン(歌唱)
- Salutatio サルタチオ (礼拝開始の挨拶) 
司式者/我等の主イエス・キリストと神の愛による慈しみと聖霊による結びつきが汝らすべてにありますように。
会衆/御霊と共にありますように！
- 礼拝開始祈祷・罪の告白
司式者/罪を告白し祈らん。
会衆/全能の神よ。我らを憐れみ給え。神は我らの罪を赦し、永遠の生命を与え給う。我らは主により頼む。我らの罪を赦し、主の愛によって蘇らせ給え。アーメン。
- キリエ(歎願)
司式者/ Kyrie eleison(主よ、憐れみたまえ) 
会衆/主よ、憐れみたまえ
司式者/ Christe eleison(キリストよ、憐れみたまえ)
会衆/キリストよ、憐れみたまえ
司式者/Kyrie eleison(主よ、憐れみたまえ) 
会衆/我らに憐れみを!(歌唱)
- グロリア唱(神に栄光あれ) 
司式者/天には栄光、神にあれ、
会衆/地には平和、御心に適う人にあれ。
会衆/天にいます唯一の神によって、大いなる平安が与えられ、あらゆる争いが取り除かれる恵みに深く感謝せん。我らは主を称え、祝福し、主の大いなる栄光に賛美せん。父なる神は永遠にして、この地を治め、その力は計り知れない。思慮深き主の働きは永遠ゆえに、我らは幸いなり。神のひとり子、イエス・キリストよ。世の罪を取り除く神の子羊、聖なる主よ。我らすべてを憐れみ、苦しみから救い給え。至高なる聖霊よ。悪魔の力から守る至聖なる慰め主よ。責め苦と苛烈なる死から救うイエス・キリストよ。あらゆる困窮と艱難から我らを守り給え！我らは主を信頼しより頼む。

- 司式者/主が汝らとあらんことを。
会衆/御霊と共にあらんことを！
- 主日の祈祷
司式者/祈祷　会衆/アーメン

【B 宣教と信仰告白】
- 旧約聖書日課　　
司式者/旧約聖書日課朗読
- 讃美歌
- 使徒書聖書日課　　
司式者/使徒書聖書日課朗読
- ハレルヤ唱(受難節にはアーメンのみ)
会衆/ハレルヤ、ハレルヤ、ハレルヤ（歌唱）

- 司式者/福音書聖書日課個所朗読
聖歌隊指導者/主に栄光があるように。
会衆/キリストに誉れがあるように(歌唱)

- 信仰告白
使徒信条もしくはニカイア信条朗読
- 讃美歌
- 説教
- 讃美歌
- 告示(献金目的)
- 席上献金
- 献金感謝祈祷
聖餐式をおこなわない場合、礼拝は【派遣と祝祷】に続くことになる。

【 C 聖餐式】
- 叙唱(序をなす感謝祈祷) 
司式者/主の平安が汝らと共にあらんことを
会衆/御霊も共おられるように(歌唱)
司式者/汝ら、心を高く挙げん
会衆/主に向かい心を高く挙げん。
司式者/主なる神に感謝を捧げよ
会衆/感謝はふさわしく、正しいもの(歌唱)
- サンクトゥス(歌唱)
会衆/聖なる、聖なる、聖なる万軍の主。
主の栄光は天と地に満つ。天にはホーサーナ。
主の御名によって来られる方を讃えよ。天にはホーサーナ。
- 聖餐の祈祷
- 聖餐制定
 司式者/私たちの主イエス・キリストは苦しみを受ける前夜、パンを取り、感謝しこれを裂き、弟子たちに与えて言われました。
「取って食べなさい、これはあなた方のための私のからだである。私の記念のためこれをおこないなさい」
 食事の後、杯を同じ様にして弟子たちに言われました。
「取って、飲みなさい。これは罪の赦しのため、あなたがたのために流す私の血における新しい契約である。
私の記念のためこれをおこないなさい」
- 聖餐制定後の応唱
 司式者/信仰の神秘
会衆/主の死を我らが宣べ伝え、主の蘇りを賛美せん、主が栄光に満ちて来られるまで
- 主の祈り
- 平和の祈り
 司式者/主の平和が汝らと共にあるように
会衆/主と共に平和があるように
 司式者/平和のしるしと連帯が共に与えれるように
会衆/言葉と働きにおいて、平和のしるしが現れるように
- 神の子羊(アグヌス・デイ)  
会衆(歌唱)/世の罪を取り除く神の子羊、キリストよ。我らを憐れみ給え。
世の罪を取り除く神の子羊、キリストよ。我らを憐れみ給え。
世の罪を取り除く神の子羊、キリストよ。平和を与え給え。アーメン
- 配餐
イエス・キリストの体であるパン(Hostie-聖餅、ホスチア)とイエス・キリストの血である葡萄酒が陪餐者に祭壇前で与えられる。
- 感謝歌唱
司式者/ 主に感謝せよ、主は慈しみ深い。
会衆/主の恵みは永久に絶えることが無い、ハレルヤ 
司式者/聖餐感謝祈祷
会衆/アーメン。

【 D 派遣と祝祷】
- 代願祈祷/とりなしの祈り (司式者/牧師)
- 主の祈り (聖餐式がなかった場合)
- 説教壇からの告示(消息報告、教会行事報告、案内)
- 派遣の言葉
司式者/牧師/主の平安のうちに行きましょう！
会衆/神に感謝せん、永遠に！
- 祝祷
司式者/牧師/主があなたを祝福し、あなたを守られるように。
主が御顔をあなたに向けて、あなたを照らして、あなたに恵みを与えられるように。
主があなたに御顔を上げられ、平安を賜りますように！
会衆/アーメン
- オルガン後奏

### オルデンブルク福音ルター派教会聖餐礼拝第2基本式文
【A 礼拝開始と祈り】
- 鐘楼で鐘を鳴らす
- オルガン前奏
- 礼拝開始のことば
司式者/父と子と聖霊のみ名によって。
会衆/アーメン
司式者/ 我らの救いは主の御名にあり。
会衆/アーメン
あるいは
- Salutatio サルタチオ (礼拝開始の挨拶) 
司式者/我等の主イエス・キリストと神の愛による慈しみと聖霊による結びつきが汝らすべてにありますように。
会衆/御霊と共にありますように！
- 詩編朗読
- グロリア・パトリ(栄唱) 
父と子と聖霊に栄光あれ、はじめも今も後も、とこしえに。アーメン(歌唱)
- 礼拝開始祈祷

【B 宣教と信仰告白】
- 司式者/聖書日課朗読
- 説教
- 賛美歌、もしくはオルガン演奏、沈黙祈祷
- 罪の告白
司式者/罪を告白し、祈らん。
会衆/全能の神よ。我らを憐れみ給え。神は我らの罪を赦し、永遠の生命を与え給う。我らは主により頼む。我らの罪を赦し、主の愛によって蘇らせ給え。アーメン。
司式者/赦しが与えられる
会衆/アーメン。
- 信仰告白
使徒信条朗読
- 説教壇からの祝福
司式者/恵みと平安が我らの父なる神から、主イエス・キリストから、あなた方にあるように(コリントの信徒への手紙一第1章3節朗読)。
会衆/アーメン。
- 賛美歌

【 C 聖餐式】
- 聖餐制定
 司式者/私たちの主イエス・キリストは苦しみを受ける前夜、パンを取り、感謝しこれを裂き、弟子たちに与えて言われました。
「取って食べなさい、これはあなた方のための私のからだである。私の記念のためこれをおこないなさい」
 食事の後、杯を同じ様にして弟子たちに言われました。
「取って、飲みなさい。これは罪の赦しのため、あなたがたのために流す私の血における新しい契約である。
私の記念のためこれをおこないなさい」
- 聖餐の祈祷
- 主の祈り
- 平和の祈り
 司式者/主の平和が汝らと共にあるように
会衆/主と共に平和があるように
 司式者/平和のしるしと連帯が共に与えれるように
会衆/言葉と働きにおいて、平和のしるしが現れるように
- 配餐
イエス・キリストの体であるパン(Hostie-聖餅、ホスチア)とイエス・キリストの血である葡萄酒が陪餐者に祭壇前で与えられる。
- 感謝歌唱
司式者/ 主に感謝せよ、主は慈しみ深い。
会衆/主の恵みは永久に絶えることが無い、ハレルヤ 
司式者/聖餐感謝祈祷
会衆/アーメン。
- 聖餐感謝の讃美歌

【 D 派遣と祝祷】
- 説教壇からの告示(消息報告、教会行事報告、案内)
- 席上献金
- 代願祈祷/とりなしの祈り (司式者/牧師)
- 主の祈り (聖餐式がなかった場合)
- 派遣の言葉
司式者/牧師/主の平安のうちに行きましょう！
会衆/神に感謝せん、永遠に！
- 祝祷
司式者/牧師/主があなたを祝福し、あなたを守られるように。
主が御顔をあなたに向けて、あなたを照らして、あなたに恵みを与えられるように。
主があなたに御顔を上げられ、平安を賜りますように！
会衆/アーメン
- オルガン後奏

## 讃美歌集
- Oldenburgisches Gesang-Buch / Darinnen Alte und neue / jedoch insgesammt auff lauter bekandte Melodeyen abgefassete geistreiche Lieder zu finden. Oldenburg 1690.[25]
- Gesangbuch zur öffentlichen und häuslichen Andacht für das Herzogthum Oldenburg, Nebst einem Anhange von Gebeten. Oldenburg, ab 1791 (Ausgabe im Internet Archive).
- Gesangbuch für die evangelisch-lutherischen Gemeinden des Herzogtums Oldenburg. Oldenburg 1868; später mit dem Titel Gesangbuch für die evangelisch-lutherischen Gemeinden der oldenburgischen Landeskirche.
- Evangelisches Kirchengesangbuch – Ausgabe für die evangelisch-lutherischen Kirchen Niedersachsens. Oldenburg / Hannover, ab etwa 1950.
- Evangelisches Gesangbuch – Ausgabe für die Evangelisch-Lutherischen Kirchen in Niedersachsen und für die Bremische Evangelische Kirche. Hannover/Göttingen, eingeführt im Advent 1994, ISBN 3-87706-437-X.(2023年現在使用中の讃美歌集)